# Сан Ђинезио
Сан Ђинезио (итал. San Ginesio) насеље је у Италији у округу Мачерата, региону Марке.
Према процени из 2011. у насељу је живело 1027 становника. Насеље се налази на надморској висини од 664 м.

## Становништво
| 1931. | 1936. | 1951. | 1961. | 1971. | 1981. | 1991. | 2001. | 2011. |
| ----- | ----- | ----- | ----- | ----- | ----- | ----- | ----- | ----- |
| 7.674 | 7.939 | 7.801 | 6.707 | 5.071 | 4.280 | 4.031 | 3.799 | 3.644 |